# Fårikål
El fårikål (literalmente ‘cordero en repollo’) es un plato tradicional noruego consistente en trozos de cordero con hueso, repollo, pimienta negra en grano y un poco de harina de trigo, cocido durante varias horas es una cazuela, y se sirve tradicionalmente con patatas cocidas con piel. El plato se prepara tradicionalmente a principios del otoño.
El fårikål es originalmente un plato de la parte occidental de Noruega, pero actualmente se consume en todo el país.